# Золота рибка (фільм, 1985)
«Золота рибка» — радянський телефільм (телеспектакль) 1985 року, режисера Марка Розовського з розповідей і мініатюр Михайла Зощенка, Іллі Ільфа , Михайла Жванецького, Віктора Славкіна, Григорія Горіна і Наталії Ільїної.

## Сюжет
Адміністратори готелю «Золота рибка» виконують ряд побажань своїх постояльців: літературні номери перемежовуються з музичними.

## У ролях
- Ірина Понаровська —  адміністратор готелю
- Михайло Боярський —  адміністратор готелю
- Анатолій Колмиков —  працівник готелю
- Олександр Калягін —  оповідач історії про поселення в готель
- Володимир Ляховицький —  Кольцов
- Роман Карцев —  артист Карцев
- Віктор Ільченко —  директор готелю
- Олександр Філіппенко —  оповідач історії про збори з кінопоказом
- Армен Джигарханян —  виконавець пісні «Ворожка»
- Олег Табаков —  містер Долл
- Любов Поліщук —  Саллі Вуд, охоронець
- Роман Ткачук — гість «Золотої рибки»
- Людмила Шагалова — актриса на сцені
- Микола Парфьонов — глядач в залі
- Герман Качин — глядач в залі
- Еммануїл Геллер — диригент
- Віктор Байков — гість «Золотої рибки»
- Володимир Козел — гість «Золотої рибки»
- Борис Рунге — гість «Золотої рибки»

## Знімальна група
- Сценарій і постановка  Марк Розовський
- Оператори-постановники:  Борис Лазарев, Володимир Наумов
- Художник-постановник: Ігор Макаров
- Композитор:  Теодор Єфімов
- Балетмейстер: Салмоорбек Станов